# Andreas Német
Andreas Német (* 1973 in Sömmerda) ist ein deutscher Illustrator von Kinderbüchern.

## Leben
Német lernte zunächst an der Staatlichen Porzellanmanufaktur Meißen den Beruf des  Porzellanmalers.
Danach absolvierte er eine Lehre als Kunsttischler, bevor er Angewandte Kunst und Produktdesign an der Westsächsischen Hochschule Zwickau studierte.
Nach einem mehrmonatigen Praktikum für Produktdesign in Italien machte er sich selbständig und arbeitet seit 2002 als Illustrator, Grafiker und Produktdesigner.
Sein Hauptarbeitsgebiet ist die Illustration von Kinderbüchern, die er meist zusammen mit Hans-Christian Schmidt konzipiert und 
bei Verlagen wie Oetinger und Carlsen veröffentlicht. Einige seiner Bücher wurden auch ins Englische und Französische übersetzt.
Andreas Német lebt in Dresden.

## Werke (Auswahl)
- Andreas Német, Hans-Christian Schmidt: Mama Huhn sucht ihr Ei, Oetinger, 2006, ISBN 978-3789169311
- Andreas Német, Hans-Christian Schmidt: Mein großes Magnetbuch: Mit dem Auto durch die Stadt, Carlsen, 2008, ISBN 978-3551165251
- Andreas Német, Hans-Christian Schmidt: Mein erstes Kasperletheater. Rotkäppchen und das Krokodil, Oetinger, 2009, ISBN 978-3789169380
- Andreas Német, Hans-Christian Schmidt: Alle helfen Fridolin: Klappbuch zum Mitmachen, Nord-Süd-Verlag, 2009, ISBN 978-3314019975
- Andreas Német, Hans-Christian Schmidt: Die große Osterei-Malerei, Oetinger, 2010, ISBN 978-3789169397
- Andreas Német, Hans-Christian Schmidt: Manchmal, Minedition, 2010, ISBN 978-3865661159
- Andreas Német, Hans-Christian Schmidt: Vier auf großer Fahrt, Ravensburger Buchverlag, 2011, ISBN 978-3473324309.
- Andreas Német, Hans-Christian Schmidt: Familie Meier macht Urlaub: Das Wimmelbuch mit Klappen, Carlsen Verlag, 2012, ISBN 978-3551168467
- Andreas Német, Hans-Christian Schmidt: Willkommen im Zirkus, Oetinger, 2013, ISBN 978-3789179082.
- Andreas Német, Hans-Christian Schmidt: Tooor! Mein großes Fußball-Spielbuch, Oetinger, 2014, ISBN 978-3789179105.
- Andreas Német, Hans-Christian Schmidt: Eine Wiese für alle, Klett Kinderbuch, 2020, ISBN 978-3954702428.